# The Natural Soul
The Natural Soul è un album di Lou Donaldson, pubblicato dalla Blue Note Records nel 1962. Il disco fu registrato il 9 maggio del 1962 al Rudy Van Gelder Studio di Englewwod Cliffs, New Jersey (Stati Uniti).

## Tracce
Lato A
1. Funky Mama – 9:05 (Big John Patton)
2. Love Walked In – 5:10 (George Gershwin, Ira Gershwin)
3. Spaceman Twist – 5:35 (Lou Donaldson)

Lato B
1. Sow Belly Blues – 10:11 (Lou Donaldson)
2. That's All – 5:33 (Alan Brandt, Bob Haymes)
3. Nice 'n' Greasy – 5:24 (Johnny Acea)

Edizione CD del 2003, pubblicato dalla Blue Note Records 7243 5 42307 2 1
1. Funky Mama – 9:05 (John Patton)
2. Love Walked In – 5:10 (George Gershwin, Ira Gershwin)
3. Spaceman Twist – 5:35 (Lou Donaldson)
4. Sow Belly Blues – 10:11 (Lou Donaldson)
5. That's All – 5:33 (Alan Brandt, Bob Haymes)
6. Nice 'n' Greasy – 5:24 (Johnny Acea)
7. People Will Say We're in Love – 7:53 (Richard Rodgers, Oscar Hammerstein II) – Bonus track

## Musicisti
Lou Donaldson Quintet
- Lou Donaldson - sassofono alto
- Big John Patton - organo
- Tommy Turrentine - tromba
- Grant Green - chitarra
- Ben Dixon - batteria